# Miskolci SZC Berzeviczy Gergely Technikum
A Miskolci Szakképzési Centrum Berzeviczy Gergely Technikum az ország egyik legrégebben működő középfokú kereskedelmi iskolája.

## Története
Az 1840-es évektől kezdődően Magyarországon több középfokú, kereskedelmi szakoktatást folytató intézmény is létesült. Ezek egyike volt az 1886. szeptember 11-én Miskolcon megnyitott Fiú Felső-Kereskedelmi Iskola, amely háromosztályos volt, 26, 28 és 33 heti óraszámmal. Órarendjében magyar és német nyelv, mennyiségtan-mértan, kereskedelmi számtan, világtörténet, magyar történet, földrajz, természetrajz, áruismeret, iparműtan, mechanikai iparműtan, vegytan és vegyi műtan, természettan, kereskedelmi levelezés és kereskedelmi ismeret, könyvvitel és levelezés, nemzetgazdaságtan és a kereskedelemtörténet alapvonalai, kereskedelmi jogtan, váltójog illetőleg szépírás szerepeltek kötelező tárgyakként, és lehetőség volt nem kötelező tárgyként francia, angol, olasz nyelvek, gyorsírás, rajz, és testnevelés tanrendbe való felvételére is.
A magániskolát a város és a Kereskedelmi és Iparkamara közösen tartotta fenn, oktatása pedig a polgári iskolára épült. Igazgatója Gálffy Ignác lett, aki egészen 1921-ig állt az intézmény élén. Tanári kara nagyrészt a kamara tagjai közül került ki. Létrehozásában fontos szerepet játszott az a kiegyezés utáni fejlődési folyamat, amely Miskolcot mindinkább ipari és kereskedelmi központtá tette és, amelynek nyomán kialakult a település nagyvárosi jellege.
Az első női kereskedelmi évfolyam (szaktanfolyamként) 1890-ben indult az akkor már akadémiákkal, főgimnáziumokkal és főreáliskolákkal egyenrangú intézményben, amely nyilvánossági jogot is kapott, majd 1894-től állami tulajdonba került.

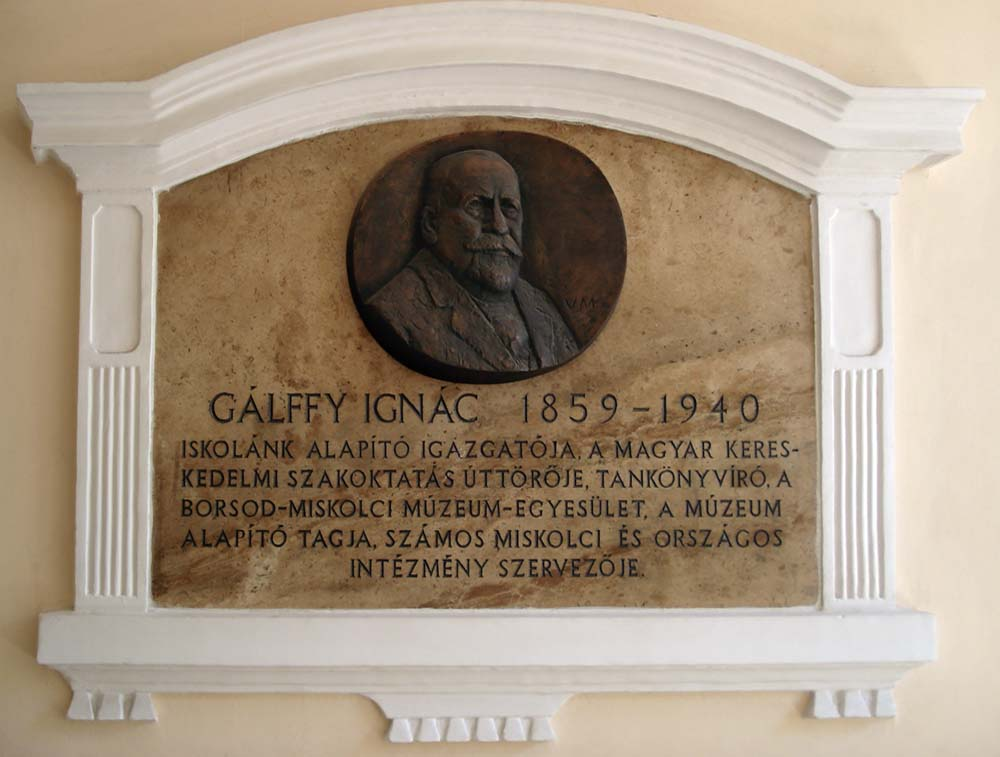
Gálffy Ignác emléktáblája az iskolában (Varga Miklós alkotása)

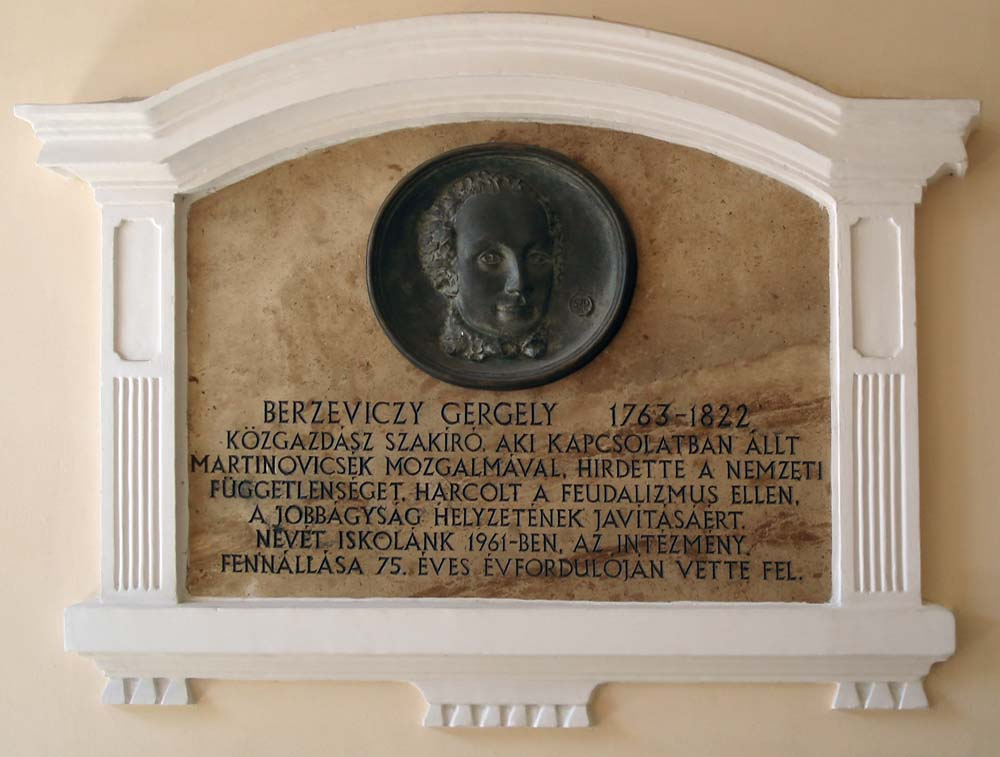
Berzeviczy Gergely emléktáblája (Szanyi Péter alkotása)

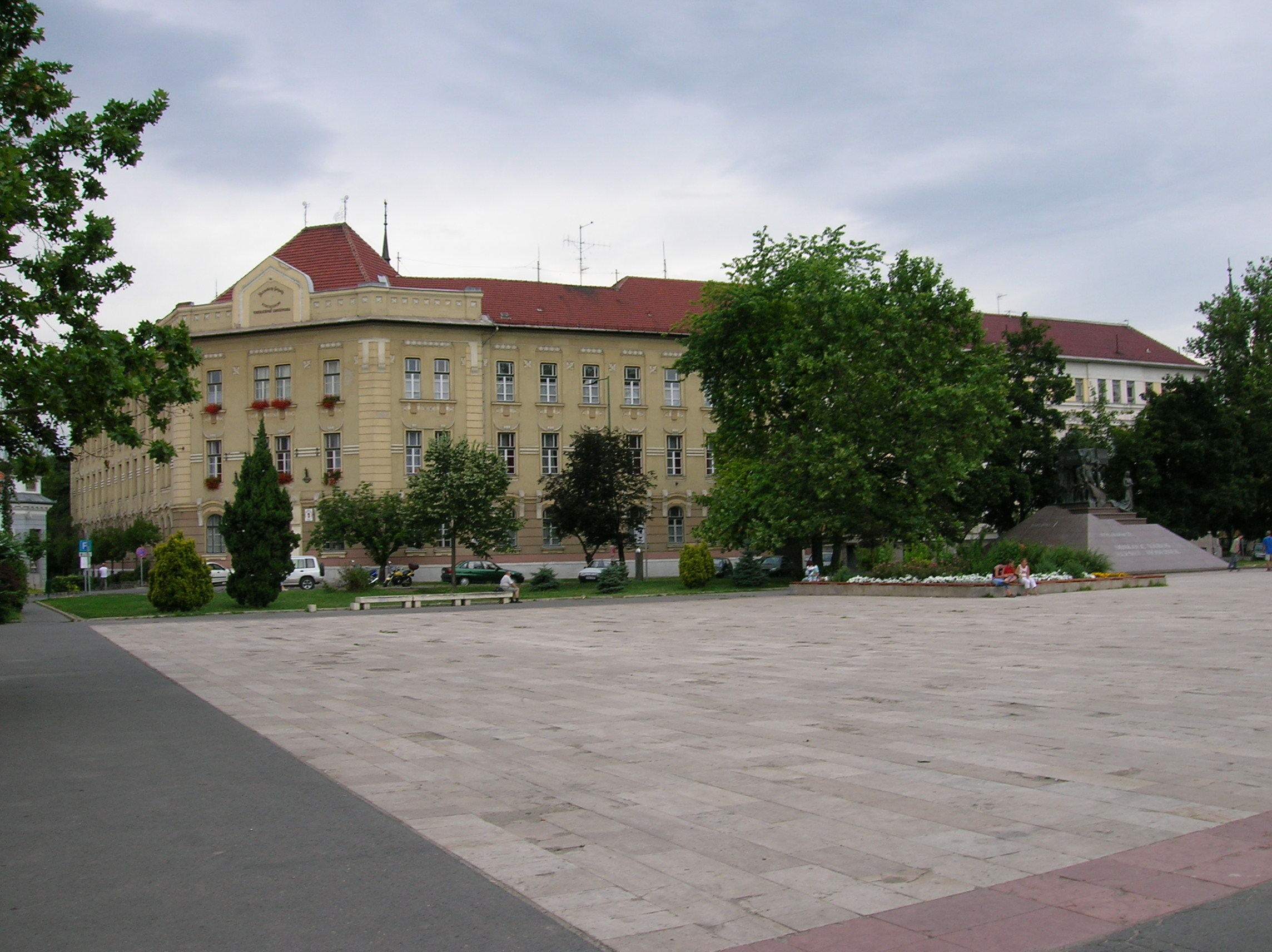
Az épület a régi Hősök terén

Az iskola földszintes épülete először a mai Erzsébet téren állt, a Malom utcában. (Később, a tér kialakítása során az épületet lebontották és helyére gőzfürdő épült.) A mind népszerűbb képzés miatt először egy kétemeletes, a Dayka Gábor utcában álló épületbe költöztek, de a századfordulóra azt is kinőtték. Az itt érettségizettek a kereskedői pálya mellett elhelyezkedhettek pénztárosként, könyvelőként vagy számtisztként a postánál, az adóhivatalban, bankoknál, raktáraknál, lottóigazgatóságoknál, telekkönyvnél, zálogházakban, de továbbtanulhattak egyetemeken kereskedelmi tanári szakon vagy az állam-számviteltani vizsga letétele után minisztériumokhoz, törvényhatóságokhoz, vasúthoz is mehettek. Az egyre több bejáró és kollégista tanulóval rendelkező intézmény több mint 200 diákot oktatott. Szükségessé vált nagyobb épületbe költözés, ezért a város által biztosított telken 1908-ban kezdődött meg az építkezés, és az iskola fennállásának 25 éves jubileumát már az új, mai napig használt Hősök terei épületben ünnepelhette. 1917-ben kivált belőle a női kereskedelmi iskola, az 1920-as években pedig bevezették a négyévfolyamos oktatást. 1925-ben Négyévfolyamú Állami Deák Ferenc Felső-Kereskedelmi Iskola néven kezdte meg az új tanévet.
1938-ban kereskedelmi középiskolává szervezték. Az 1940-es években már felnőttoktatás és esti kereskedelmi szaktanfolyam is folyt itt, és bevezették a nyári szakmai gyakorlatot is. Ennek keretében az első évfolyamosok a kiskereskedelemben, a másodikosok a nagykereskedelemben a harmadikosok fuvarozási, szállítmányozási, gyári vagy pénzintézeti munkában vettek részt.
Az 1944-ben az iskola épületében hadikórház volt berendezve, oktatási célokra az intézmény csak 1946-ra kapta vissza. 1949-ben kereskedelmi gimnáziummá nyilvánították, 1951-ben közgazdasági középiskolává, amely érettségi helyett „képesítő” bizonyítványt adott, 1952-ben viszont közgazdasági technikummá vált és ismét adott érettségit. Ekkortól kaptak az itt végzettek képesített könyvelő, tervező és statisztikus képzettséget is és vált az iskola koedukált oktatási intézménnyé.
Az iskola 1961-ben vette fel Berzeviczy Gergely, a reformkor híres magyar közgazdászának a nevét. 1968-ban a technikumokat megszüntették, így a „Berzeviczy” is szakközépiskolává alakult. Ebben az évben indult az iskolában a vendéglátóipari tagozat.
- 1995-ben indult a kéttannyelvű (német/magyar) idegenforgalmi szak.
- 2004-től a külkereskedelmi szak 5 évből áll. 1 nyelvi előkészítő év + 4 év
- 2006-tól kezdődően az iskola minden év augusztusában szervez gólyatábort a 9-es tanulók részére.
- 2008-ban az iskola belépett a Gálffy Ignác TISZK-be, valamint felvette a Berzeviczy Gergely Szakképző Iskola nevet.
- 2009. szeptember 1-jén a nevét Berzeviczy Gergely Szakközépiskola és Szakképző Központra változtatta.
- 2010-ben megkezdődött az intézmény felújítása (az alapkőletétel 2010. június 11-én történt meg), a munkálatok 2011 tavaszán fejeződtek be.
- 2016-tól az iskola új neve: Miskolci Szakképzési Centrum Berzeviczy Gergely Szakgimnáziuma.

## Az iskola jelene
Négy szakon folyik oktatás
- belkereskedelmi (1886-tól)
- külkereskedelmi (1991-től)
- két tanítási nyelvű idegenforgalmi (1995-től) és
- vendéglátó szakokon (1968-tól, csak érettségizettek részére).

Az érettségi után az iskolai oktatás keretein belül a diákoknak lehetőségük nyílik a belkereskedelmi, idegenforgalmi és vendéglátó szakokon technikusi, a külkereskedelmi szakon külkereskedelmi ügyintézői végzettség megszerzésére.

## Híres diákok
- Aranyosi Péter, humorista
- Amanda Elstak énekesnő
- Joó Rudolf, a Honvédelmi Minisztérium közigazgatási államtitkára, a Külügyminisztérium helyettes államtitkára, Magyarország ENSZ nagykövete Genfben[1]
- Kobold Tamás polgármester
- Kopcsik Lajos,[2] Oscar-díjas, olimpiai és világbajnok, Guinness rekorder mestercukrász
- Mátyás Rudolf,[2] Oscar-díjas mesterszakács
- Mede Ádám,[2] a 39. Chaîne des Rôtisseurs Ifjúsági Szakács Világbajnokság 3. helyezettje[3]
- Németh Miklós, Magyarország miniszterelnöke, az Európai Újjáépítési és Fejlesztési Bank (EBRD) alelnöke
- Tóth Dezső polgármester, majd tanácselnök-helyettes
- Tóth László,[2] Unio Coop Zrt. vezérigazgatója